# 龍昌寺 (鴻巣市前砂)
龍昌寺（りゅうしょうじ）は、埼玉県鴻巣市にある曹洞宗の寺院。

## 歴史
『寺籍財産明細帳』によれば、1625年（寛永2年）の創建で、開山は了山貫達、開基は不明である。一方、過去帳によれば、開基は「伊奈備前守（伊奈忠次）」であるという。また、1607年（慶長12年）の『前砂村御検地水帳』に当寺の名が載せられており、この時点で既に存在していたことになる。
境内の一角に、多くの板碑が置かれている。この板碑の多くは、昭和初期の元荒川改修工事が行われた際に、小谷橋付近から出土したものである。

## 交通アクセス
- 北鴻巣駅より徒歩17分。